# Мейоз
Мейо́з (от др.-греч. μείωσις — «уменьшение»), или редукционное деление — деление ядра эукариотической клетки с уменьшением числа хромосом в два раза. Происходит в два этапа (редукционный и эквационный этапы мейоза). В результате мейоза образуются гаметы (у животных), споры (у грибов и растений) и другие зародышевые клетки (например, агаметы у фораминифер).
С уменьшением числа хромосом в результате мейоза в жизненном цикле происходит переход от диплоидной фазы к гаплоидной. Восстановление плоидности (переход от гаплоидной фазы к диплоидной) происходит в результате полового процесса.
В связи с тем, что в профазе первого, редукционного, этапа происходит попарное слияние (конъюгация) гомологичных хромосом, правильное протекание мейоза возможно только в диплоидных клетках или в чётных полиплоидах (тетра-, гексаплоидных и т. п. клетках). Мейоз может происходить и в нечётных полиплоидах (три-, пентаплоидных и т. п. клетках), но в них, из-за невозможности обеспечить попарное слияние хромосом в профазе I, расхождение хромосом происходит с нарушениями, которые ставят под угрозу жизнеспособность клетки или развивающегося из неё многоклеточного гаплоидного организма.
Этот же механизм лежит в основе стерильности межвидовых гибридов. Поскольку у межвидовых гибридов в ядре клеток сочетаются хромосомы родителей, относящихся к различным видам, хромосомы обычно не могут вступить в конъюгацию. Это приводит к нарушениям в расхождении хромосом при мейозе и, в конечном счете, к нежизнеспособности половых клеток, или гамет (основным средством борьбы с этой проблемой является применение полиплоидных хромосомных наборов, поскольку в данном случае каждая хромосома конъюгирует с соответствующей хромосомой своего набора). Определённые ограничения на конъюгацию хромосом накладывают и хромосомные перестройки (масштабные делеции, дупликации, инверсии или транслокации).

## Фазы мейоза
Мейоз состоит из 2 последовательных делений.
- Профаза I — профаза первого деления очень сложная и состоит из 5 стадий:

- Лептотена, или лептонема — упаковка хромосом, конденсация ДНК с образованием хромосом в виде тонких нитей (хромосомы укорачиваются).
- Зиготена, или зигонема — происходит конъюгация — соединение гомологичных хромосом с образованием структур, состоящих из двух соединённых хромосом, называемых тетрадами или бивалентами и их дальнейшая компактизация.
- Пахитена, или пахинема — (самая длительная стадия) — в некоторых местах гомологичные хромосомы плотно соединяются, образуя хиазмы. В них происходит кроссинговер — обмен участками между гомологичными хромосомами.
- Диплотена, или диплонема — происходит частичная деконденсация хромосом, при этом часть генома может работать, происходят процессы транскрипции (образование РНК), трансляции (синтез белка); гомологичные хромосомы остаются соединёнными между собой. У некоторых животных в ооцитах хромосомы на этой стадии профазы мейоза приобретают характерную форму хромосом типа ламповых щёток.
- Диакинез — ДНК снова максимально конденсируется, синтетические процессы прекращаются, растворяется ядерная оболочка; центриоли расходятся к полюсам; гомологичные хромосомы остаются соединёнными между собой.

К концу профазы I центриоли мигрируют к полюсам клетки, формируются нити веретена деления, разрушаются ядерная мембрана и ядрышки. Генетический материал — 2n4c (n — число хромосом, c — число молекул ДНК).
- Метафаза I — бивалентные хромосомы выстраиваются вдоль экватора клетки. Генетический материал — 2n4c.
- Анафаза I — микротрубочки сокращаются, биваленты делятся, и хромосомы расходятся к полюсам. Из-за конъюгации хромосом в зиготене к полюсам расходятся целые хромосомы, состоящие из двух хроматид каждая, а не отдельные хроматиды, как в митозе. У каждого полюса генетический материал n2c, во всей клетке 2n4c.
- Телофаза I — хромосомы деспирализуются и появляется ядерная оболочка.

В результате первого редукционного деления мейоза I образуется две клетки с генетическим материалом n2c
Второе деление мейоза следует после короткого перерыва (интеркинез): S-период отсутствует, поскольку перед вторым делением не происходит репликации ДНК.
- Профаза II — происходит конденсация хромосом, клеточный центр делится и продукты его деления расходятся к полюсам ядра, разрушается ядерная оболочка, образуется веретено деления, перпендикулярное первому веретену.
- Метафаза II — бивалентные хромосомы (состоящие из двух хроматид каждая) располагаются на «экваторе» (на равном расстоянии от «полюсов» ядра) в одной плоскости, образуя так называемую метафазную пластинку.
- Анафаза II — биваленты делятся, и хроматиды расходятся к полюсам.
- Телофаза II — хромосомы деспирализуются, и появляется ядерная оболочка.

В результате из одной диплоидной клетки образуется четыре гаплоидных клетки с генетическим материалом nc. В тех случаях, когда мейоз сопряжён с гаметогенезом (например, у многоклеточных животных), при развитии яйцеклеток первое и второе деления мейоза резко неравномерны. В результате формируется одна гаплоидная яйцеклетка и три так называемых редукционных тельца (абортивные дериваты первого и второго делений).

## Варианты
У некоторых простейших мейоз протекает иначе, чем описанный выше типичный мейоз многоклеточных. Например, может протекать только одно, а не два последовательных, мейотических деления, при этом кроссинговер проходит во время другой фазы мейоза. У биологов общепринято мнение, что одноступенчатый мейоз относительно примитивен и предшествовал возникновению двухступенчатого мейоза, обеспечивающего более эффективную рекомбинацию генома.

## Значение
- У организмов, размножающихся половым путём, предотвращается удвоение числа хромосом в каждом поколении, так как при образовании половых клеток мейозом происходит редукция числа хромосом.
- Мейоз создает возможность для возникновения новых комбинаций генов (комбинативная изменчивость), так как происходит образование генетически различных гамет.
- Редукция числа хромосом приводит к образованию «чистых гамет», несущих только одну аллель соответствующего локуса.
- Расположение бивалентов экваториальной пластинки веретена деления в метафазе 1 и хромосом в метафазе 2 определяется случайным образом. Последующее расхождение хромосом в анафазе приводит к образованию новых комбинаций аллелей в гаметах. Независимое расхождение хромосом лежит в основе третьего закона Менделя[2].